# 时枝诚记
時枝 誠記（1900年12月6日—1967年10月27日）是日本的日语学者、语言学家。文学博士。

## 成就
他在对明治以前的日语学史的研讨中展开对西方语言学的批判，建立了自己的语言学说——语言过程说，为日语学领域带来了新风。基于此形成的日语学就是有名的“时枝日语学”；基于此的语法理论被称作时枝语法。此外，他还努力以语言教育为基础振兴国语教育，并参与了战后日语学界的复兴。

## 履历
在暁星中學校（東京）和第六高等學校（岡山）畢業後，他于1925年畢業于東京帝國大學文學部國文科。卒業論文是「日本に於ける言語意識の発達及び言語研究の目的と其の方法」。1943年、因學位論文「言語過程説の成立とその展開」、東京帝國大學文學博士。 
1925年在原東京市立第二中學校（現東京上野高等學校）任教諭，1927年任京城帝國大學助教授，1933年任該校教授，1943年任東京帝國大學文學部國語學國文學第一講座教授，1954年任國語學會代表理事，1961年從東京大學退休，成為該校名譽教授和早稻田大學教授，1962年任該大學教授，1963年任該大學教授。 被任命為早稻田大學教授。

## 语言观
时枝诚记终身都在批判索绪尔的语言观，认为他的语言理论基于“语言构成观”，并与之相对地提出了自己的“语言过程说”，声称这是日本的传统语言观。

## 时枝诚记与朝鲜
在朝鲜为日本殖民地的时代，时枝诚记曾要求朝鲜人完全废弃朝鲜语，转而使用日语为母语。

## 脚注
1. ↑  日语原文为。话说这算不算地域中心啊？
2. ↑  博士論文書誌データベース

## 相关项目
- 日语学